# Драгу-Брад (Хунедоара)
Драгу-Брад (рум. Dragu-Brad) насеље је у Румунији у округу Хунедоара у општини Блажени. Oпштина се налази на надморској висини од 766 m.

## Становништво
Према подацима из 2002. године у насељу је живело 6 становника, од којих су сви румунске националности.